# Séchage en grange
Le séchage en grange est une méthode artificielle de séchage du fourrage permettant de se libérer des aléas climatiques dont dépend l'usuel fanage sur parcelle de récolte. Son principe repose sur un raccourcissement de la durée du séchage en plein air (le fanage) et sur de l'air réchauffé et ventilé mécaniquement à travers le fourrage encore humide, dans un dispositif installé au sein du bâtiment de stockage du fourrage. Le séchage en grange est particulièrement adapté aux régions à hivers longs ou à pluviométrie importante et régulière, ainsi qu'aux productions agricoles qui exigent un fourrage de qualité.

## Histoire
Le séchage artificiel du fourrage par ventilation est une technique qui provient des États-Unis, où elle a été expérimentée avant la Seconde Guerre mondiale, avant de faire l'objet en 1945 d'une publication destinée à vulgariser la méthode par la Tennessee Valley Authority. Cette technique a suscité durant cette période l'intérêt de plusieurs pays d'Europe au climat peu favorable au séchage du fourrage en plein air, en particulier la Belgique, le Royaume-Uni, l'Allemagne, la Suède et la Suisse, qui ont étudié et développé la méthode. Il existait à la fin des années 1950 plusieurs milliers d'installations de ce type dans ces pays européens.
Le séchage en grange se développe par la suite dans des pays comme l'Autriche et la Norvège. Il s'implante en France à partir des années 1960-1970, essentiellement dans les régions montagneuses du Jura et de la Savoie, puis par la suite dans les régions à climat océanique du nord et de l'Ouest de la France.
Il connait en France à partir des années 2000 un regain d'intérêt, à la suite notamment de l'interdiction de l'ensilage et à l'obligation d'un retour à l'herbe pour la nourriture des troupeaux laitiers de certaines filières fromagères AOC.

## Technique et mise en œuvre
Le séchage en grange est basé sur le ramassage en vrac d'herbe encore humide, à des taux de matière sèche de l'ordre de 45 à 60%, obtenus généralement après un préfanage au champ d'une durée de 24 à 72 heures. L'herbe est transportée à la grange où elle est déposée telle quelle dans un dispositif de séchage sur caillebotis. De l'air préalablement réchauffé est ventilé par le caillebotis puis passe à travers le foin pour en extraire l'eau, qui est évacuée à l'extérieur du bâtiment. Les récoltes successives sont disposées en couches dans le dispositif, jusqu'à ce que les limites de capacité de séchage soient atteintes. Le séchage est terminé lorsqu'au bout de quelques jours, des taux de matière sèche permettant la bonne conservation du fourrage sont atteints, soit de l'ordre de 85% minimum. Le déchargement de l'herbe humide dans le dispositif de séchage s'effectue généralement à l'aide d'une griffe à fourrage équipée d'un bras télescopique, qui permet son décompactage et une optimisation de la circulation de l'air pendant le séchage. Le dispositif de séchage sert également de stockage du foin en vrac. Installé à proximité immédiate des zones de stabulation du bétail pendant la mauvaise saison, il permet sans autre manipulation, une distribution très rapide du fourrage aux animaux, à l'aide de la griffe à fourrage. 
La mise en œuvre du séchage en grange requiert des équipements spécifiques importants : unités de stockage du foin isolées et équipées de caillebotis, dispositifs de chauffage de l'air (par chaudière, ou également par récupération de la chaleur solaire reçue sur la toiture de la grange), ventilateurs, gainages pour le transport de l'air chaud et l'évacuation de l'air humide, mais également bâtiments, matériel de récolte et de manipulation du foin adaptés.

## Avantages
Les améliorations apportées par le séchage en grange par rapport au séchage au champ sont diverses,:
- possibilité de faucher l'herbe à un stade précoce du fait d'une dépendance aux pluies réduite, permettant d'accroître la valeur alimentaire du fourrage ;
- ramassage rapide du foin coupé, permettant de conserver un maximum de valeur alimentaire ;
- sécurisation des récoltes de foin vis-à-vis des dégradations et pertes de volume ou de qualité liées aux moisissures ;
- diminution des risques de transmission de spores butyriques, dommageables en particulier à la qualité fromagère ;
- diminution des coûts destinés aux achats d'aliments pour le bétail ;
- amélioration de la biodiversité, en particulier par diminution des surfaces cultivées destinées aux aliments du bétail et augmentation des surfaces en prairies ;
- amélioration des conditions de travail.

## Inconvénients
Les principaux inconvénients du séchage en grange résident dans le coût élevé des investissements, du fonctionnement et du système de réchauffage de l'air qui peut être basé sur les énergies fossiles. Ces frais de fonctionnement (frais d'électricité pour la ventilation et la manipulation du foin), ne peuvent généralement se concevoir que dans des exploitations agricoles à caractère intensif ou dans des filières dites « de qualité » à bonne valorisation des produits agricoles.